# Grumman F7F
Die Grumman F7F Tigercat war ein US-amerikanisches, zweimotoriges, schweres Jagd- und Angriffsflugzeug. Sie wurde von Grumman schon 1938 entwickelt, aber erst 1941 legte das Bureau of Aeronautics der US Navy die genauen Spezifikationen fest.

## Geschichte
Aus Erfahrungen mit der nicht in Serie gefertigten Grumman XF5F entstand Ende der 1930er-Jahre bei Grumman das Konzept der G-51. Am 30. Juni 1941 wurde durch die U.S. Navy der Auftrag für den Bau zweier Prototypen dieses Flugzeuges erteilt. Auch das Army Air Corps interessierte sich für das Modell, ließ aber aufgrund von Schwierigkeiten in der Zusammenarbeit mit der Navy von dem Projekt ab.

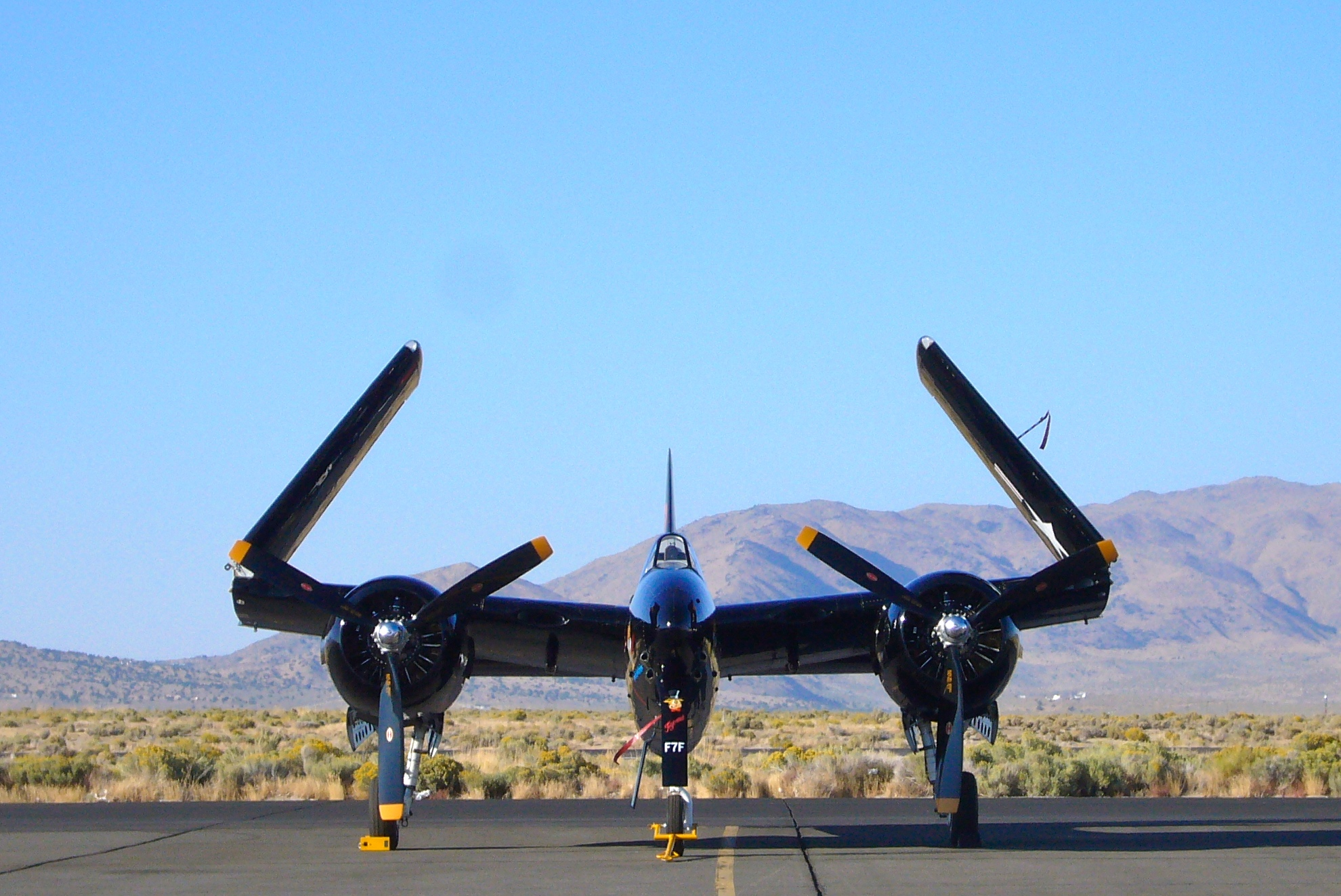
In der Frontansicht gut sichtbar: der extrem schmale Rumpf (F7F-3)

1943 wurde der erste Prototyp fertiggestellt und getestet. Der Erstflug der XF7F-1 erfolgte am 3. November 1943. Zu diesem Zeitpunkt hatte das U.S. Marine Corps schon 500 für den Einsatz von Landbasen vorgesehene Maschinen bestellt. Die Prototypen zeigten noch einige Probleme, aber die Motorleistung, Steigleistung und Höchstgeschwindigkeit waren mehr als zufriedenstellend. Im Frühjahr 1944 wurden zum ersten Mal Trägerlandungen mit dem Prototyp simuliert, die eine Verstärkung des Hecks erforderlich machten. Am 2. März wurde der zweite Prototyp in Dienst gestellt. Die erste Serienversion F7F-1 wurde ab April 1944 an die Marine Corps Staffel VMF-911 in Cherry Point (North Carolina) und in kleiner Stückzahl an die VF(N)-52 der Navy ausgeliefert. Bei den Tests zeigten sich Strukturschwächen, die teilweise in Tragwerksbrüchen endeten. Am 1. Mai 1944 kam es zu einem Zwischenfall, als die erste Maschine mit einem Navy-Testpiloten an Bord abstürzte. Zwischenzeitlich wurde aufgrund von weiteren Verzögerungen die Bestellung der Maschinen stark zusammengestrichen. Im November 1944 fanden erfolgreich Deckserprobungen der F7F-1 an Bord der Shangri-La statt.
Gleichzeitig mit der Auslieferung der ersten einsitzigen Jägermodelle begann die Entwicklung eines zweisitzigen Nachtjägermodells F7F-2N mit dem Radar AN/APS-6 im Bug anstelle des MG. Der Radaroperateur hatte dabei seinen Platz hinter dem Piloten. Die folgende einsitzige F7F-3 verfügte über einen stärkeren R-2800-34W-Motor mit 1566 kW Leistung, eine höhere Treibstoffkapazität und eine auf 11.666 kg erhöhte maximale Startmasse. Von dieser Version wurde auch eine zweisitzige Nachtjägervariante F7F-3N, ein Fotoaufklärer F7F-3P und eine ECM-Version F7F-3E gebaut.
Die letzte F7F-Variante, die Nachtjägerversion F7F-4N mit AN/APS-19-Radar, wurde Anfang November 1946 an die US Navy geliefert und 1947 für einsatztauglich erklärt. Diese war für den Flugzeugträgereinsatz tauglich und entsprechend mit strukturellen Verstärkungen, Fanghaken und weiteren Modifikationen für den Trägerbetrieb ausgerüstet.
Die F7 kam im Zweiten Weltkrieg nicht mehr zum Einsatz, da die ersten F7F-2N des VMF(N)-531 erst im Sommer 1945 nach Guam und erst zwei Tage vor der japanischen Kapitulation nach Okinawa kamen. Ihre Bewährungsprobe hatten die F7F-3N im September 1950 im Koreakrieg, als sie vom USMC bei Tag und Nacht für Bodenangriffe eingesetzt wurde. Insgesamt wurden 7119 Einsätze mit 27 Verlusten geflogen.
Das Flugzeug blieb in unterschiedlichen Rollen bis 1956 im Einsatz. Die meisten Maschinen wurden bereits 1954 außer Dienst gestellt, während einige F7F-2N noch als F7F-2D als Drohnenleitflugzeuge oder zivil als Feuerlöschflugzeuge eingesetzt wurden.

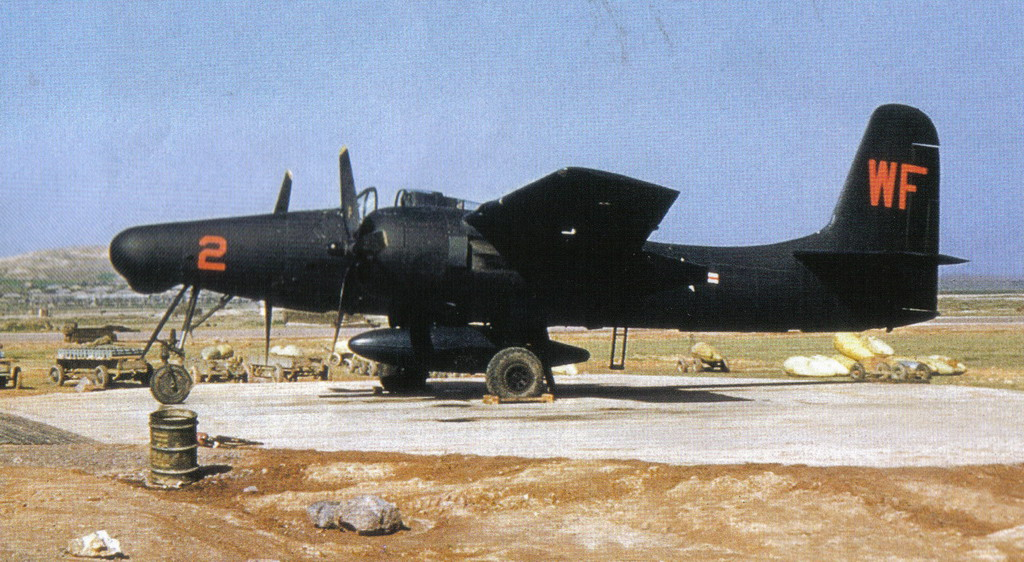
F7F-3N-Nachtjäger der VMF(N)-513 in Korea, 1952

## Konstruktion
Die F7F ist ein als Mitteldecker konstruierter schwerer Jäger mit faltbaren Tragflächen zur platzsparenden Unterbringung auf Flugzeugträgern und beim Transport. Als Antrieb dienten zwei an den Flügelunterseiten angebrachte 18-Zylinder-Sternmotoren mit Dreiblattpropeller. Das einziehbare Fahrwerk bestand aus einem einfach bereiften Bugrad und zwei ebenfalls einzeln bereiften Hauptfahrwerken, die in die Triebwerksgondeln eingezogen wurden. Die Bewaffnung bestand aus vier 12,7-mm-MG mit je 300 Schuss Munition und vier 20-mm-Kanonen mit 200 Schuss Munition im Rumpfbug und den Tragflächenvorderkanten. Zusätzlich konnten bis zu 908 kg Bomben, Raketen oder Torpedos unter dem Rumpf mitgeführt werden.

## Produktion
Abnahme der Tigercat durch die US Navy:
| Version |            | 1943 | 1944 | 1945 | 1946 | SUMME |
| ------- | ---------- | ---- | ---- | ---- | ---- | ----- |
| XF7F-1  | Einsitzer  | 1    | 1    |      |      | 2     |
| F7F-1   | Einsitzer  |      | 34   |      |      | 34    |
| XF7F-2  | Zweisitzer |      | 1    |      |      | 1     |
| F7F-2N  | Zweisitzer |      | 30   | 35   |      | 65    |
| F7F-3   | Einsitzer  |      |      | 175  | 75   | 250   |
| F7F-4N  | Zweisitzer |      |      |      | 12   | 12    |
| SUMME   |            | 1    | 66   | 210  | 87   | 364   |

Von der F7F-3 wurden vor Auslieferung 49 zum zweisitzigen Nachtjäger F7F-3N und 58 zum einsitzigen Aufklärer F7F-3P umgebaut. Später erfolgten weitere Modifizierungen zum Nachtjäger (57) und zum Aufklärer (mindestens 3).

## Technische Daten
| Kenngröße             | Daten F7F-2N |
| --------------------- | --- |
| Besatzung             | 2 |
| Länge                 | 13,83 m |
| Spannweite            | 15,70 m |
| Höhe                  | 5,05 m |
| Flügelfläche          | 42,27 m² |
| Flügelstreckung       | 5,8 |
| Leermasse             | 7.403 kg |
| Flächenbelastung      | 235 kg/m² bei 9.914 kg |
| max. Startmasse       | 11.881 kg |
| Treibstoffkapazität   | 1.420 l (intern) bis zu 2.271 l in drei externen Tanks |
| max. Steigrate        | 23 m/s bei 9.914 kg, Notleistung, in Bodennähe, keine Außenlasten |
| max. Steigleistung    | 5,3 Min. auf 6.096 m Höhe, bei 9.914 kg, Notleistung, keine Außenlasten |
| Höchstgeschwindigkeit | 678 km/h in 6.279 m Höhe, bei 9.914 kg, Notleistung, keine Außenlasten 583 km/h in 0 m Höhe, bei 9.914 kg, Notleistung, keine Außenlasten |
| Dienstgipfelhöhe      | 12.131 m, bei 9.914 kg, Notleistung, keine Außenlasten |
| Reichweite            | 1.545 km bei 295 km/h bei 9.914 kg mit internen Kraftstoff 2.543 km bei 293 km/h bei 10.834 kg mit intern. Kr. und einem 1.136 l Zusatztank |
| Triebwerke            | zwei Pratt & Whitney R-2800-22W Double Wasp mit je: - 2413 PS Notleistung in 0 m Höhe (mit Wassereinspritzung) - 1876 PS Notleistung in 4267 m Höhe (mit Wassereinspritzung) - 2129 PS Kampfleistung bis zu 1036 m Höhe - 1622 PS Kampfleistung in 4968 m Höhe |
| Bewaffnung            | vier 20-mm-Maschinenkanonen mit 800 Schuss, vier 12,7-mm-Maschinengewehre mit 1.200 Schuss, zwei 454-kg-Bomben |